# A Japán Birodalmi Haditengerészet okinavai föld alatti bázisa
A Japán Birodalmi Haditengerészet okinavai föld alatti bázisa a második világháborúban, 1944-ben épült. Az okinavai csatában ez volt az utolsó japán vezetési pont, amelyet az amerikai csapatoknak fel kellett számolniuk. Ma múzeumként működik.

## Története
A Japán Birodalmi Haditengerészet utászhadtestének Jamane-hadosztálya 1944-ben kapott parancsot az Okinava délnyugati partjaihoz közeli, a nahai repülőtértől néhány kilométerre fekvő bázis megépítésére. A csapatok egy félkör alakú, nagyjából 450 méter hosszú, védelmi építményekkel ellátott, vasbetonnal erősített alagútkomplexumot készítettek kézi szerszámokkal a föld alatt. Befogadóképessége négyezer katona volt.
A második világháború utolsó nagy csendes-óceáni hadművelete Okinaváért folyt. Az amerikai tengerészgyalogosok 1945. április 1-jén szálltak partra a szigeten. Az amerikaiak folyamatosan nyomultak előre, így a japánok egyre hátrébb szorultak. 1945 májusának végére a 32. hadsereg főhadiszállása, Usidzsima Micuru altábornagy vezetésével Suriból a Kunisi-hegygerinchez vonult vissza, Itoman város közelébe. Usidzsima arra utasította az Oroku haditengerészeti bázis katonáit, hogy délre vonuljanak vissza. Új állásaik azonban jóval gyengébbek voltak, mint az Oroku-félszigetiek, ezért a tengerészek azt kérték Óta Minoru ellentengernagytól, hogy engedje őket is ott harcolni. Az ellentengernagy utasítására ötezer tengerész vett fel védelmi állást a félszigeten.
1945. június 4-én az amerikai 6. tengerészgyalogos-hadosztály, Lemuel C. Shepherd Jr. vezérőrnagy vezetésével újabb partraszállást hajtott végre a nahai repülőtértől északra. Június 6-án Óta hosszú rádiótáviratot küldött Tokióba, amelyben beszámolt a harci helyzetről, és méltatta az okinavai lakosság helytállását. Június 13-án a főhadiszállás utolsó védői öngyilkosságot követtek el, a bunkerben van olyan helyiség, amelyben ma is látszanak a felrobbantott kézigránátok szétrepülő szilánkjainak nyomai. Az amerikai tengerészgyalogság adatai szerint 175 holttestet találtak az alagutakban.
A mai ismeretek szerint a főhadiszállás négyezer embert vesztett az Oroku-félszigetért folyó harcokban. Az amerikai 6. tengerészgyalogos-hadosztály 1608 katonája halt vagy sebesült meg.

## A háború után
A csaták befejeződése után az alagútrendszer hosszú időn át zárva volt. A közönség előtt 1970 márciusában nyitották meg, miután helyreállítottak egy nagyjából 300 méter hosszú szakaszt. Eredeti állapotában tekinthető meg a parancsnoki szoba, a tisztek és a legénység által használt helyiségek és az azokat összekötő folyosók. 2023-ban 600 jenbe került a belépő. A múzeum Nahából az 55-ös, 98-as és 88-as busszal közelíthető meg.

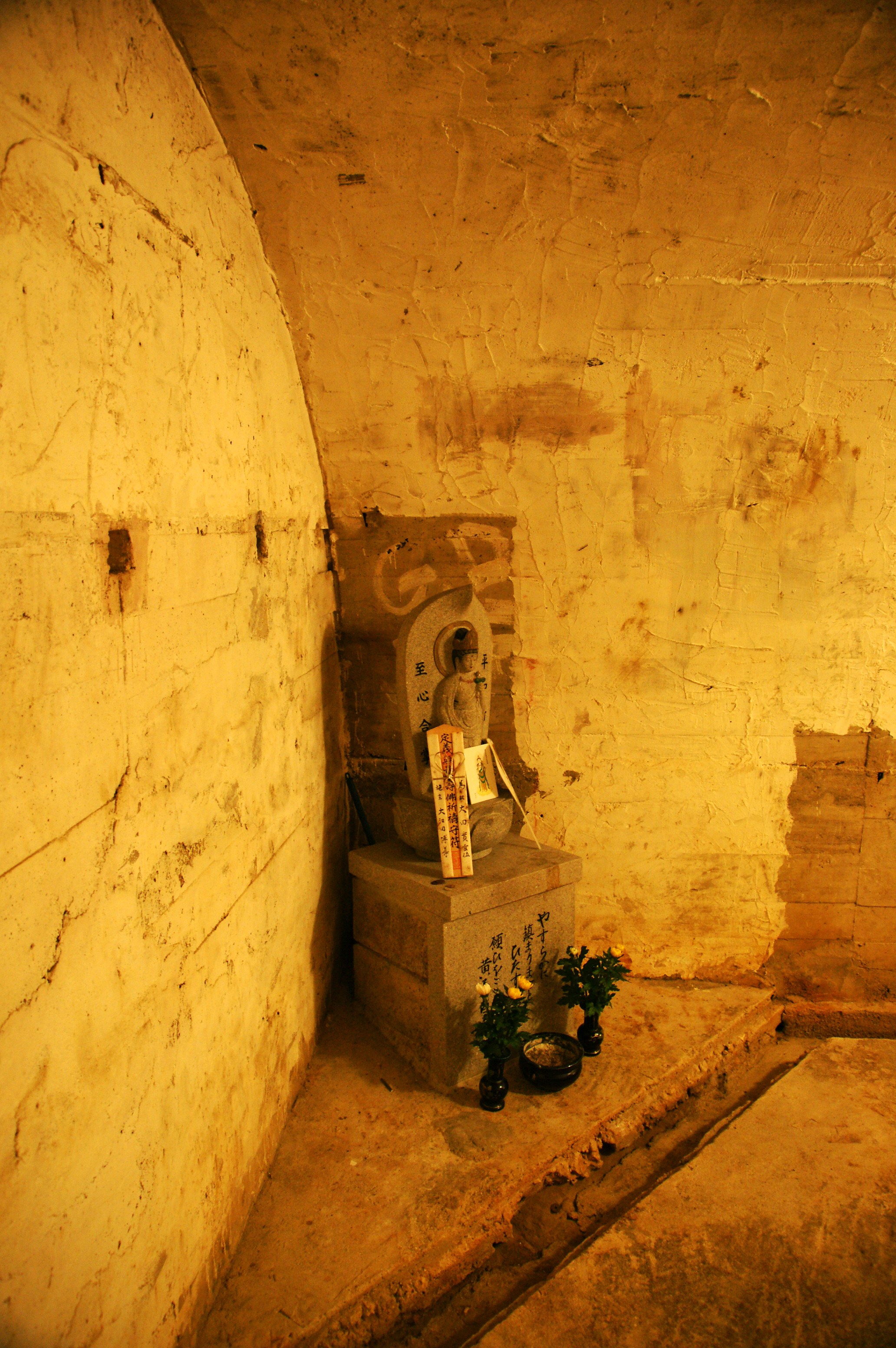
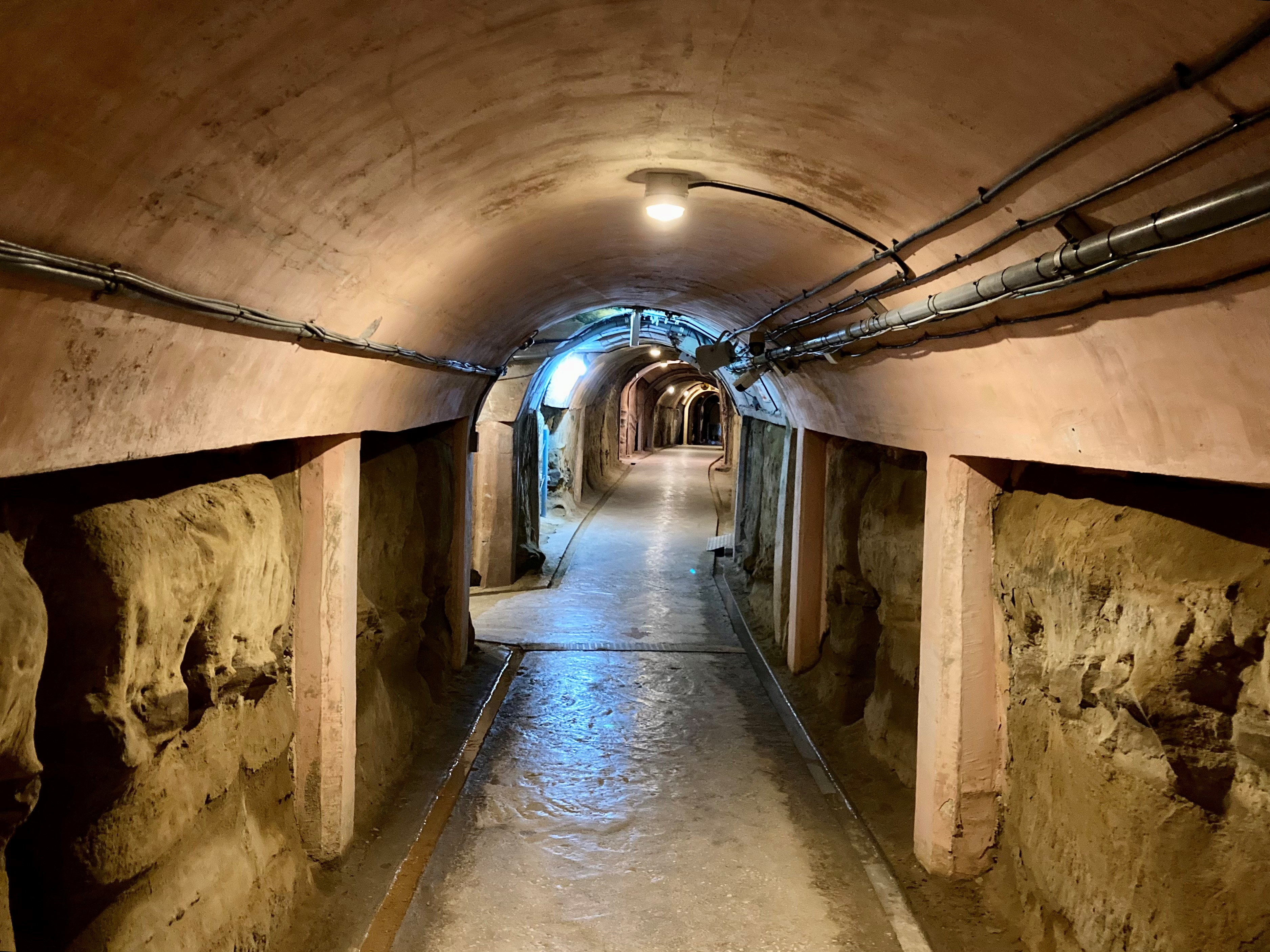
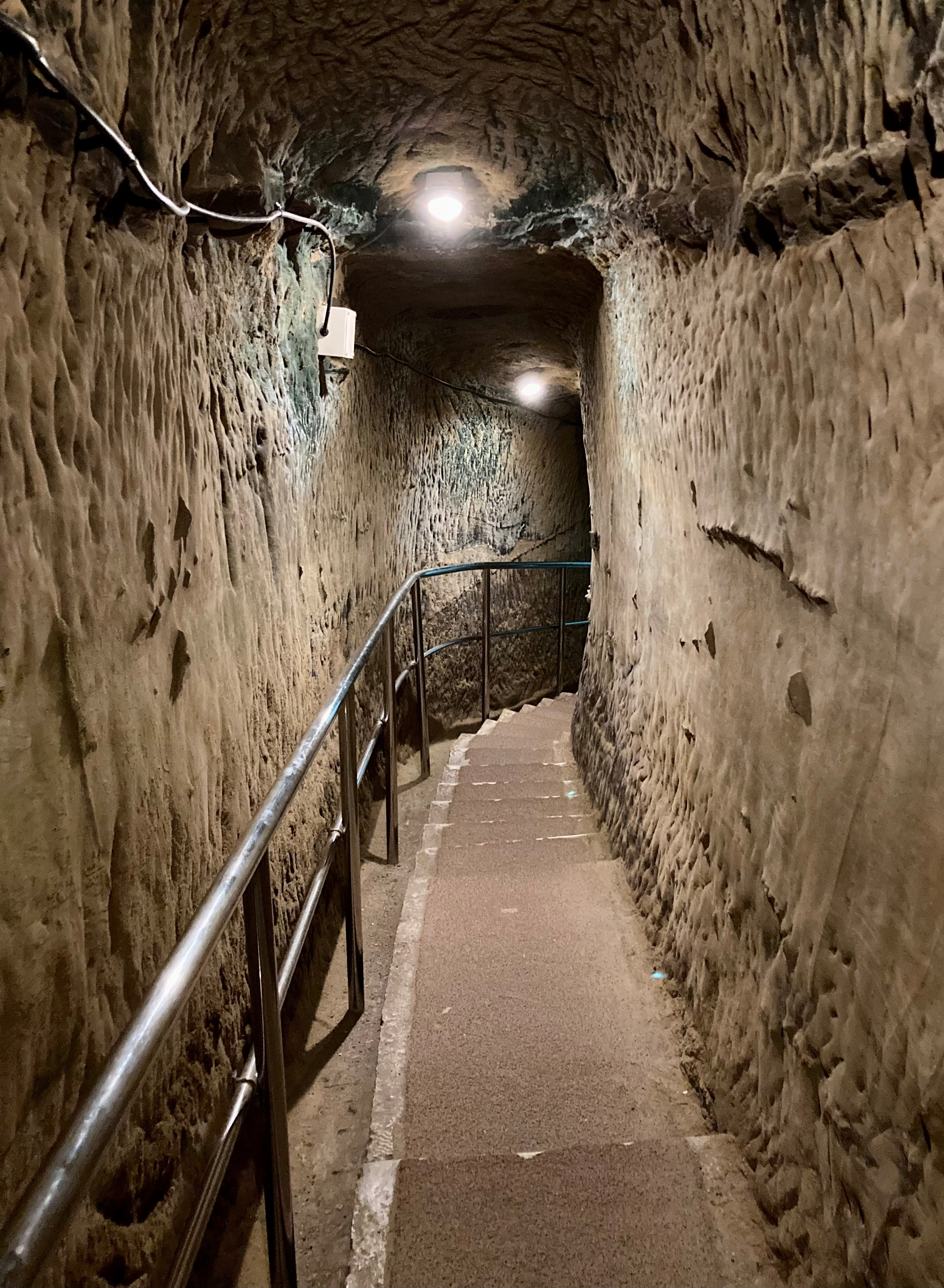
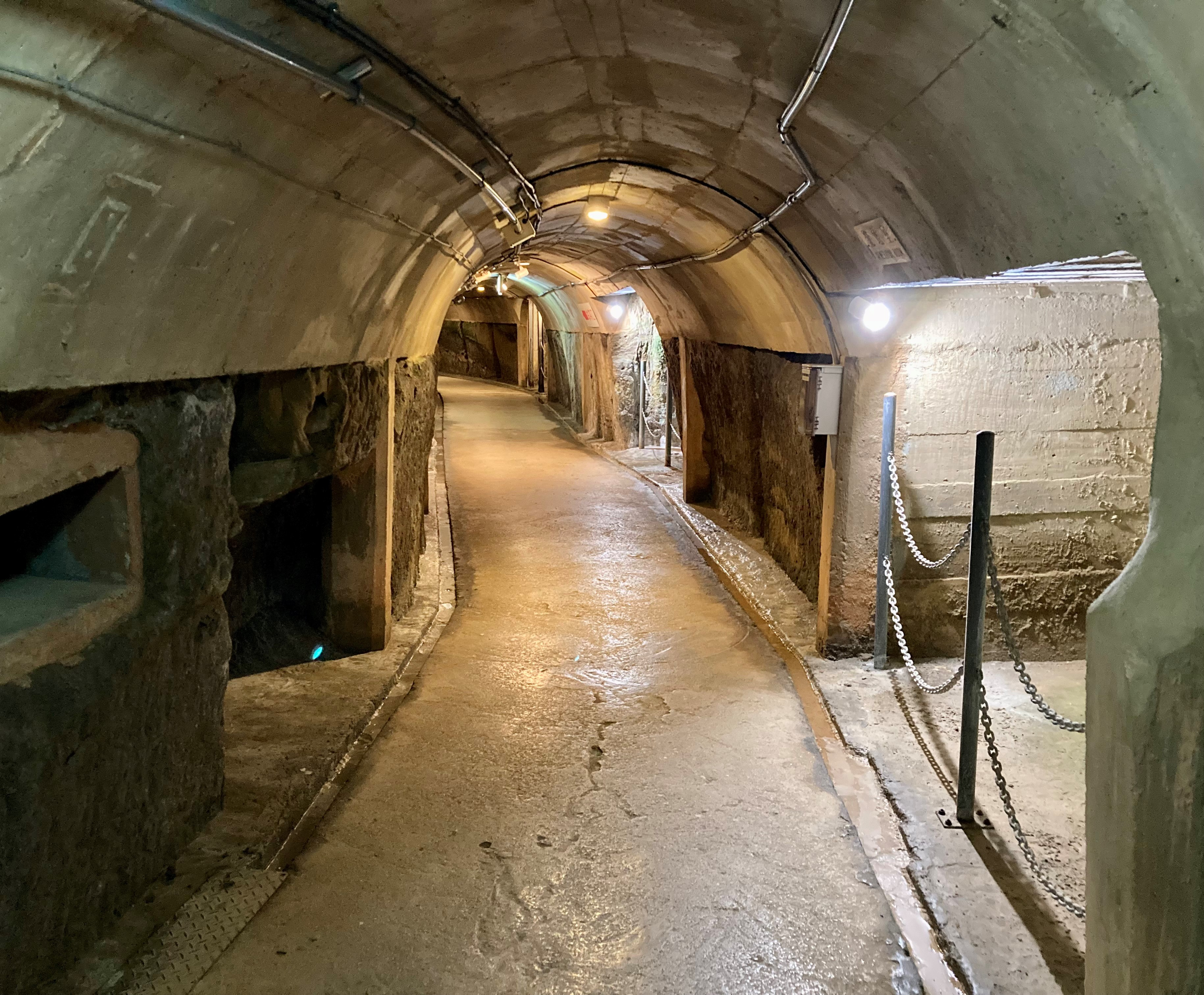